# Fredensgade (Aarhus)
 Denne artikel omhandler Fredensgade i Aarhus. For andre betydninger af Fredensgade, se Fredensgade.
Fredensgade i Aarhus blev anlagt omkring år 1850 sammen med Fredens Torv med reference til fredsslutningen i samme år. Ligger mellem Fredens Torv og Rosenkrantzgade og forlænges med Ny Banegårdsgade. Østergade er sidegade og Sønder Allé krydser Fredensgade.
I Fredensgade ligger Rutebilstationen.

## Bygninger og personer
- Hjørneejendommen Fredensgade 9 og Fredens Torv 7 (i perioder benævnt Fredensgade 7-9) regnes for byens første udlejningsejendom. Ejendommen er opført af arkitekt Hans Wilhelm Schrøder, der selv havde købt grunden i 1852. Her boede berømtheder som kgl. bygningsinspektør Vilhelm Theodor Walther og ”hedens opdyrker” Enrico Mylius Dalgas. 1863 kunne Aarhuus Stiftstidende bekendtgøre, at Aarhus Telegrafstation flyttede til arkitekt Schrøders gård. Fengers Skole blev o. 1870 etableret her og holdt til i ejendommen de første år.
- Fredensgade 18 blev opført i 1851/52 (forhuset) af tømrermester J.C. Poulsen, der få år senere opførte mellemhuse og baghus. De var i 1870'erne ejet af købmand Carl Visby og blev solgt til handelskommis M. Wilhelmsen i 1874 for 14.000 rdl. Ejendommene blev erklæret for uegnede som beboelse af Boligkommissionen i 1980 og derpå gennemrenoveret af tømrermester Kaj Fisker, der var vokset op i mellembygningen, som hans farfar, hestehandler A. Fisker havde erhvervet i 1907.
- Fredensgade 20 blev opført af 1850-1851 af murermester Anthon Preis (der også havde opført Fredens Torv 8). Ejendommen blev solgt af købmand Badens enke til købmand Marius Christensen. Ejendommen nedrevet i 2014.
- Fredensgade 36. Bispegården.
- Fredensgade 44. Ejendommen er opført for skipper B. Tanck i 1871 ved murermester Christian Lund. Direktør Harald Skovby overtog bygningen og brugte den som legatbolig som 'Den Skovbyske Stiftelse'.
- Fredensgade 50. Opført af tømrer R. Woldum i 1868. I 1895 blev ejendommen købt af vognmand, Christians Rasmussen, der overtog bygningen af particulier Kiilsgaard, som ejede den fra 1887. [1]